# تقمل العانة
قُمالُ العانَة أو تقمل العانة (بالإنجليزية: Pediculosis pubis)‏ ويُسمى أيضًا قُمالُ الأُرْبِيَّة (بالإنجليزية: Phthiriasis inguinalis)‏ هو مرض يحدث بسبب قمل العانة (هي حشرة طفيلية تشتهر بإصابتها لشعر العانة). من الممكن أن يعيش هذا النوع في المناطق الأخرى التي تحتوي على شعر، مثل هدب العين مُسببةً القمال الهُدبي. عندما يغزو قمل العانة فإنه يؤدي إلى حكة شديدة في منطقة العانة. يكون العلاج من خلال الأدوية الموضعية مثل البيرمثرين والبيريثرين مع بوتوكسيد البيبيرونيل فعالًا. عالميًا، يَحدث قمال العانة في 2% من عدد سكان العالم.

## الأعراض والعلامات

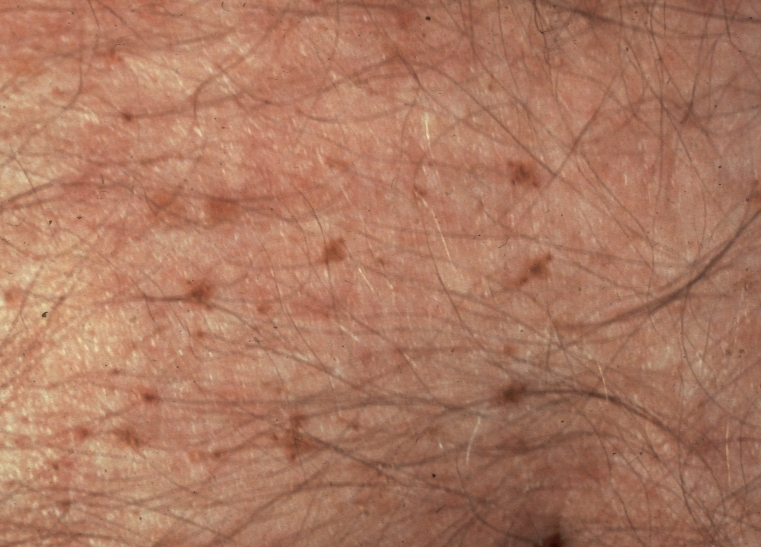
قمل العانة في منطقة البطن

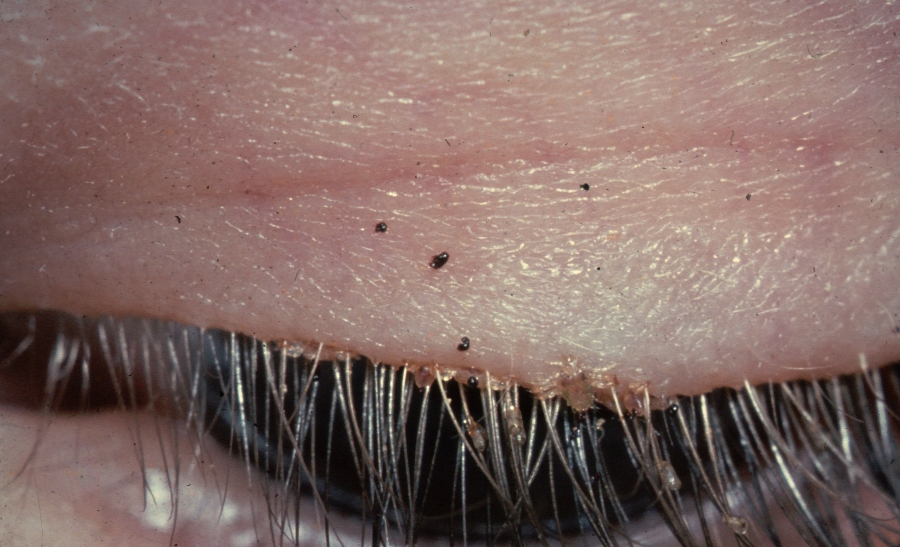
قمل العانة على هدب العين

العرض الرئيسي لِقمال العانة هو الحكة وخاصةً في منطقة شعر العانة، وتنتج الحكة من فرط التحسس لِلُعاب القمل والذي يُصبح أقوى بعد مرور أسبوعين أو أكثر من الإصابة الأولية. في بعض الإصابات تظهر بقعة زرقاء رمادية أو مزرقة أردوازية اللون في المنطقة التي يتغذى فيها الطُفيل، وقد يستمر ظهور هذه البقعة عدة أيام. وأيضًا من الممكن مُشاهدة بيض القمل أو القمل الحي بالعين المُجردة، وأيضًا القمل البالغ عادةً ما يمكن مُشاهدته يزحف على الجلد.

## التشخيص
يتم التشخيص بواسطة الفحص الجسدي، والفحص البصري إذا وجد قمل متحرك فإنه يؤكد الإصابة بالعدوى، كما أن بيض القمل أو (الصئبان) يمكن أن يدل على العدوى.

## الأعراض
- الحكة في منطقة العانة
- الطفح المكون من نقاط صغيرة مائلة إلى الزرقة
- رؤية خدوش على الجلد

## العلاج
- المالاثيون
- الإيفيرمكتين
- شامبو الليندين[9][10]
- راجع الطبيب للعلاج

## أصل التسمية
الإصابة بقمل العانة يُسمى داء القمل أو التقمل (Phthiriasis) أو قمال العانة (phthiriasis pubis)، أما إصابة أهداب تُسمى قمل الجفن (phthiriasis palpebrarum) أو قمال الهدب (pediculosis ciliarum).

## حيوانات أخرى
البشر هم المضيفون الوحيدون لهذا الطُفيل، وعلى الرغم من ذلك فإنَّ الأنواع القريبة مثل قمل الغوريلا تُصيب الغوريلا.